# استان بانتی می چی
بانتی مِی چِی (خمر: បន្ទាយមានជ័យ) استانی در شمال غربی دور افتاده کامبوج است. این استان از شمال با استان‌های اودار میانچی، از شرق با سیم ریپ، از جنوب با باتامبانگ همسایه است و از غرب نیز با تایلند مرز بین‌المللی دارد. پایتخت و بزرگ‌ترین شهر آن سیسوفون است.
بانتی می چی سیزدهمین استان بزرگ کامبوج است. این استان با جمعیتی بالغ بر ۸۶۱٬۸۸۳ نفر، نهمین استان پرجمعیت این کشور محسوب می‌شود. شهر پوی‌پِت در بخش غربی این استان، یک گذرگاه مرزی بین‌المللی به تایلند است. بانتی‌می‌چی یکی از ۹ استان جزو ذخیره‌گاه زیست‌کرهٔ تونله ساپ است.

## ریشه‌شناسی
بانتی‌می‌چی در زبان خمر به معنای «قلعهٔ پیروز» است. واژهٔ «چی» (ជ័យ) از واژهٔ سانسکریت «جایا» (जय) به معنی «پیروزی» گرفته شده و واژه «می» (មាន) نیز به معنای «داشتن» است؛ بنابراین ترکیب این دو، به معنای لغوی «داشتن پیروزی» است. «بانتی» هم (បន្ទាយ) واژه‌ای خمری به معنای «قلعه» یا «دژ» است.

## تاریخچه

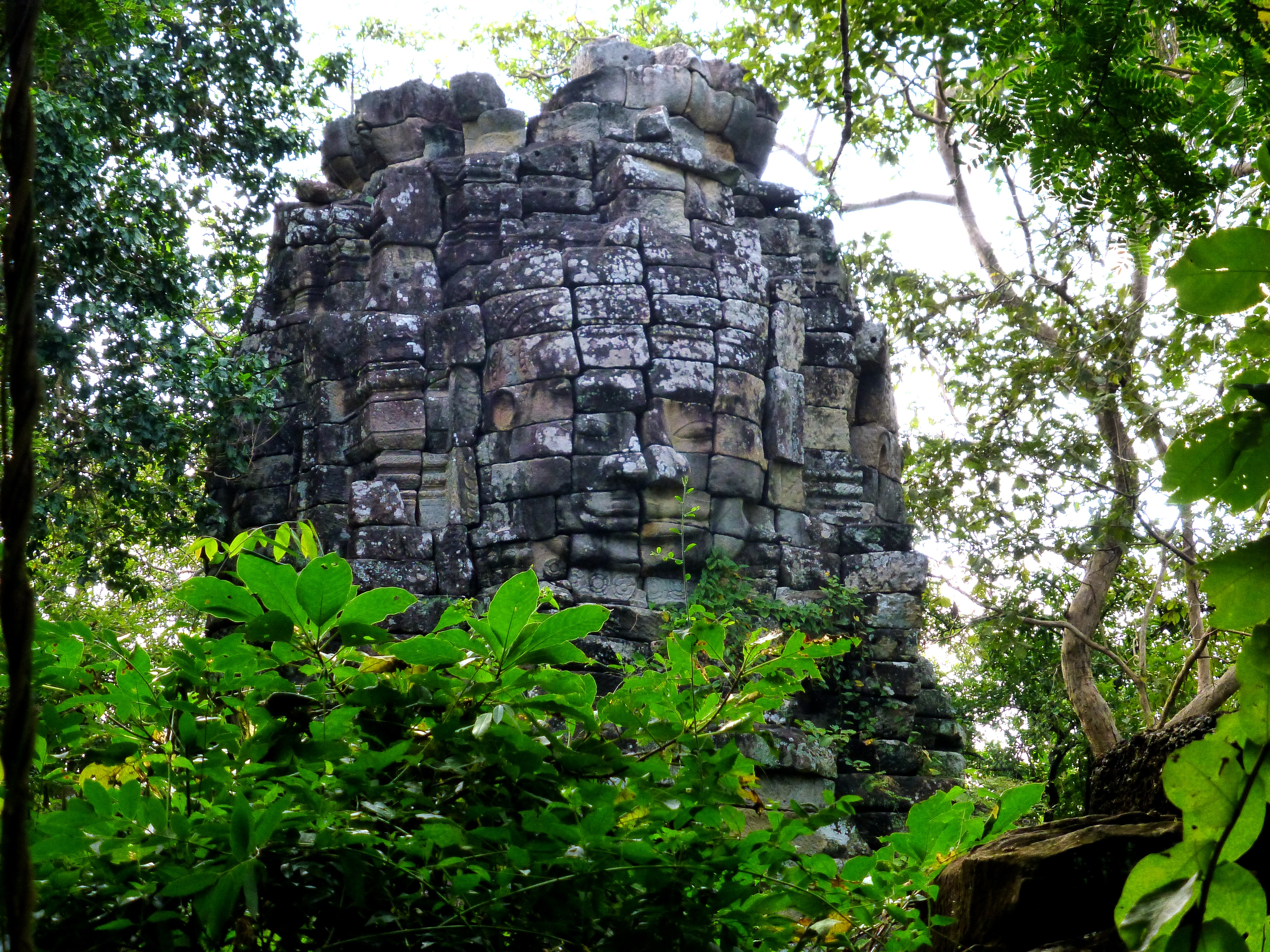
ویرانه‌های معبد بانتی چمار

این منطقه بخشی از امپراتوری خمر بود. قابل توجه‌ترین بقایای امپراتوری خمر در استان بانتی می چی، معبد بانتی چمار واقع در شمال استان است که در قرن دوازدهم تا سیزدهم ساخته شده است.
در سال ۱۷۹۵، سیام کنترل غرب کامبوج را به دست گرفت و این منطقه را به عنوان استان کامبوج داخلی با پایتخت اداری در پرا تابونگ (باتامبونگ) به قلمرو خود افزود. استان جدید تحت کنترل سیتم تا سال ۱۹۰۷ که سیام کامبوج داخلی را در ازای بازپس‌گیری ترات و دان سای مبادله کرد، دوام آورد. در همان سال، پادشاه سیسوات تصمیم گرفت استان بازگردانده‌شده کامبوج داخلی را به دو استان با نام‌های استان باتامبنگ (که شامل سیسوفون می‌شد) و استان سیم ریپ تقسیم کند. هنگامی که تایلند در سال ۱۹۴۱ مجدداً غرب کامبوج را ضمیمه قلمرو خود کرد؛ سیسوفون از استان باتامبنگ جدا شد و به پایتخت اداری استان فیبون‌سونگکرام تبدیل شد. غرب کامبوج به همراه سیسوفون تا سال ۱۹۴۶ که منطقه تحت کنترل فرانسه قرار گرفت؛ جزئی از قلمرو سیام باقی ماند. پس از آن توسط فرانسه با کامبوج بازگردانده شد.
در سال ۱۷۹۵ سیام کنترل غرب کامبوج را به دست گرفت و این منطقه را تحت عنوان «استان کامبوج داخلی» با مرکز اداری در پرا تابونگ (باتامبونگ) به قلمرو خود افزود. استان جدید تحت کنترل سیام تا سال ۱۹۰۷ ا که سیام، استان کامبوج داخلی را در ازای بازگشت ترات و دان سای با کامبوج مبادله کرد. در همان سال، پادشاه سیسوات تصمیم گرفت که استان بازگردانده‌شده کامبوج داخلی را به دو استان با نام‌های استان باتامبنگ (که شامل سیسوفون می‌شد) و استان سیم ریپ تقسیم کند. هنگامی که تایلند در سال ۱۹۴۱مجدداً کامبوج غربی را ضمیمه قلمرو خود کرد؛ سیسوفون از استان باتامبانگ جدا شد و مرکز اداری استان سیامی فیبونسونگکرامتبدیل شد. غرب کامبوج به همراه سیسوفون تا سال ۱۹۴۶ که منطقه تحت کنترل فرانسه قرار گرفت؛ جزئی از قلمرو سیام باقی ماند. پس از کنترل فرانسه بر جنوب شرق آسیا با درخواست کامبوج به آن برگردانده شد.
در سال ۱۹۸۸، استان بانتی‌می‌چی از باتامبنگ جدا شد و در ابتدا شامل پنج ناحیهٔ مونگکول بورئی، تِمار پوک، سِری سافوآن، پِره نِت پِره و فنوم سِروک بود.
در طول جنگ‌های داخلی کامبوج در دهه‌های ۱۹۷۰ و ۱۹۸۰، استان بانتی‌می‌چی به همراه استان‌های پایلین و باتامبنگ در خط مقدم بسیاری از جنگ‌ها قرار داشت و در نتیجه یکی از سه استان پر از مین در کامبوج است.

## جغرافیا
استان بانتی می‌چی عمدتاً از دشت‌های وسیع با چندین ناحیهٔ مرتفع در شمال و شرق تشکیل شده است. رودهای اصلی استان شامل دو رود مونگکول بورئی و رود سیسوفون هستند. این استان از جنوب با باتامبنگ، از شرق با سیم ریپ، از شمال با اودار می‌چِی و از غرب و شمال با تایلند هم‌مرز است.

## دین
دین در استان بانتی میانچی (سرشماری ۲۰۱۹)
دین دولتی کشور بودیسم تراوادا است که از طرف دولت حمایت می‌شود. بیش از ۹۹٫۳ درصد از مردم استان بانتی می چی بودایی هستند. حدود ۰٫۴ درصد از جمعیت استان نیز پیرو اسلام بوده که اکثریت آن‌ها چام‌ها هستند. مسیحیت هم حدود ۰٫۲ درصد در استان پیرو دارد.

## جاذبه‌ها

### بانتی چمار
معبد بانتی چمار(خمر: ប្រាសាទបន្ទាយឆ្មារ) یکی از شاهکارهای بزرگ جایاورمان هفتم است که بین قرن دوازدهم تا سیزدهم ساخته شده است. با وجود معابد و معماری باشکوه اما کمتر برای گردشگران و جهان شناخته شده است. برخلاف سایر معابد آنگکوری، بانتی چمار به خوبی محافظت نشده است. خسارات ناشی از جنگ، غارتگران و طبیعت بسیار آشکار است. این معبد در فهرست موقت کامبوج برای میراث جهانی یونسکو به منظور افزایش حفاظت و آگاهی قرار دارد.

## نگارخانه
|  |  |  |  |  |  |

## افراد قابل توجه
- خیم بورا، بوکسور کامبوجیایی[۴]
- خیم دیما، بوکسور کامبوجیایی[۵]
- سوک تای، بوکسور کامبوجیایی[۶]